# Guido Maria Casullo
Guido Maria Casullo (* 27. Mai 1909 in Monteleone di Puglia; † 10. Januar 2004) war Bischof von Cândido Mendes. 

## Leben
Guido Maria Casullo empfing am 16. Juli 1932 die Priesterweihe. Pius XII. ernannte ihn am 29. Mai 1951 zum Bischof von Nusco. 
Der Erzbischof von Benevent, Agostino Mancinelli, spendete ihm am 15. Juli desselben Jahres die Bischofsweihe; Mitkonsekratoren waren Gioacchino Pedicini, Bischof von Avellino, und Pasquale Venezia, Bischof von Ariano. 
Johannes XXIII. ernannte ihn am 11. Februar 1963 zum Weihbischof in Pinheiro und Titularbischof von Utica. Er nahm an allen Sitzungsperiode des Zweiten Vatikanischen Konzils teil. Paul VI. ernannte ihn am 20. Dezember 1965 zum Prälaten von Cândido Mendes. Am 26. Mai 1978 verzichtete er im Zuge der neuen Vergaberichtlinien der römischen Kurie auf seinen Titularbischofssitz. Der Papst erhob am 13. Oktober 1983 die Territorialprälatur zum Bistum und ernannte ihn zum Bischof von Cândido Mendes. Am 5. November 1985 nahm Johannes Paul II. seinen altersbedingten Rücktritt an.